# 加藤泰理
加藤 泰理（かとう やすただ）は、伊予新谷藩の第8代藩主。

## 略伝
文化12年（1815年）11月21日、第7代藩主・加藤泰儔の長男として生まれる。
天保2年（1831年）3月15日、父の隠居で家督を継いだ。藩政においては児玉清徳を登用して文教政策、軍備増強に尽くした。文久2年（1862年）12月20日、家督を長男の泰令に譲って隠居する。
慶応3年（1867年）3月20日、江戸で死去した。享年53。